# 禁書 (アルバム)
『禁書』（きんしょ）は、宝野アリカと片倉三起也による日本の音楽ユニット・ALI PROJECTの通算10枚目のオリジナルアルバム。2008年8月27日に徳間ジャパンコミュニケーションズから発売された。

## 概要
オリジナルアルバムとしての前作、『Psychedelic Insanity』からおよそ1年ぶりのリリース。ボーナス・トラック扱いである『月夜のピエレット』を除くと、収録曲数や最終トラックがインストゥルメンタルである点が前作や前々作（Dilettante）と共通である。ジャケットでは様々な本が収められた本棚を前に宝野が写っており、今回はメガネにミニスカートの出で立ち。その演奏や歌唱故か、歌詞カードには、ノイズと思える音は効果として挿入していることについての注意書きがある。なお、ALI PROJECTの2008年のツアーの名称は『禁書発禁』である。

### キャッチコピー
私こそがあなたの描いた妄想　現(うつつ)など捨てて来よ　ここは禁断bibliotheque---

## 収録曲
（全作詞：宝野アリカ、作曲・編曲：片倉三起也）
1. 神風 [4:38]
  - いわゆる大和ソング（愛と誠・勇侠青春謳・青嵐血風録など）に分類される楽曲。ALI PROJECTの楽曲としては珍しい「大サビ」が含まれる。
  - Bメロにエルネスト・レクオーナの『3つの小品 - 第1曲 ベルフラワー』が引用されている。
  - サビにエルネスト・レクオーナの『19世紀のキューバ舞曲集 La Cardenense』が引用されている。
2. 黙示録前戯 [4:41]
  - ヘヴィメタル風の楽曲。『密猟区』（Dilettante収録）に近い雰囲気になるように作詞された。
  - イントロにBIG FISH AUDIO社のサンプル音源『NU METAL CITY 2』より「21」が利用されている。また、2番～3番の間奏に「18」が利用されている。
3. ヘテロ失楽園 [4:48]
  - 「西アジア風」と表現される楽曲。ヘテロには（同性愛の対抗概念としての）異性愛者という意味があるが、歌詞中に「私は私を愛する」・「僕は僕に恋する」といった旨の表現が見られる。また失楽園とはアダムとイヴの楽園追放を著わした挿話であるが、歌詞中に「アダムとイブ」が何度か登場する。
  - アウトロの鳥の鳴き声にBIG FISH AUDIO社のサンプル音源『HIP HOP EXOTICA』より「20」のシンセ音源が利用されている。
4. 眠れる豹 [4:22]
  - ギター曲。片倉によると各アルバムに1曲はギター曲が収録されるという。「恋愛もの」の歌詞。
5. 血の断章 [4:24]
  - ALI PROJECT「定番」の楽曲。宝野によると「近親相姦もの」の歌詞。
  - イントロにSample Magicのサンプル音源『Sunset Sessions』より「chl_voc_100_dusty_C#[2]」が利用されている。
6. 禁書 [4:36]
  - 表題と同名曲。ALI PROJECT「定番」のシンフォニック・ロックの楽曲。歌詞に登場する「図書館」の部分は、「bibliotheque」と唄われており、これはフランス語で図書館を意味する。
7. 雪華懺悔心中 [4:16]
  - 「ぜっかざんげしんじゅう」と読む。「和風」の楽曲。本来は『わが﨟たし悪の華』の代わりに当楽曲が『コードギアス 反逆のルルーシュR2』エンディングテーマとして起用される予定であった。
  - イントロにエルネスト・レクオーナの『3つの小品 - 第3曲 プルチネラ』が引用されている。
  - イントロにBIG FISH AUDIO社のサンプル音源『SYMPHONIC MANOEUVRES』より「Revenge[3]」が利用されている。
8. 薨
  - 「こう」と読む。薨の漢字には「身分の高い人が死ぬ」といった意味がある。歌詞が『少女殉血』や『CYBER DEVILS』等と同じように漢字部分以外カタカナで表記されている。
  - イントロ、Aメロ、サビにBUNKER 8 DIGITAL LABS社のサンプル音源『HYBRIDIZER 3』より「Witness For Dier」が利用されている。
  - 2番~3番の間奏にDiscovery Soundのサンプル音源『8 Bit Family 2』より「F-09_mix_bpm_130_D#」「F-10_mix_bpm_130」が利用されている。「F-10_mix_bpm_130」は「ヤマトイズム」のAメロ直前にも利用されている。その他、2番~3番の歌メロ部分には「E-04_mix_bpm_120_D#」が利用されている。
9. 小さき者への贖罪の為のソナタ [4:38]
  - ○○のための△△（△部分は楽曲の様式名）といったタイトルの楽曲は、クラシックの分野に於いて散見されるが、ALI PROJECTの楽曲として本楽曲以外では「闇の翼ですべてをつつむ夜のためのアリア」が挙げられる。
10. Sonata of Ember Glance [3:46]
  - 小さき者への贖罪の為のソナタのインストゥルメンタル。
11. 月夜のピエレット [4:27] [bonus track]
  - ボーナストラックとして収録。初出は『ピアニィ・ピンク』のC/Wで、ベストアルバムのCOLLECTION SIMPLE PLUSにも収録されている。本アルバムに収録されているものはそれらとは異なるバージョンである。片倉のお気に入りの楽曲ではあるが、宝野は初出時のようには歌えないという。

## 参加ミュージシャン
- 作詞：宝野アリカ
- 作曲：片倉三起也
- 編曲：片倉三起也(M1-M8)、平野義久(M9, M10, M11) - なお、本人の公式サイトによると上記トラックの指揮も担当している。
- ストリングスアレンジ：渡辺剛(M3, M4, M5)
- Strings：渡辺剛ストリングス[M3, M4, M5]、加藤高志ストリングス[M9, M11]
- Piano：Masako Hosoda(細田真子)[M9, M10(instrumental)]
- Guitar：Nozomi Furukawa(古川望)[M4]

## クレジット
| Performed by ALI PROJECT | Performed by ALI PROJECT                                  |
| ------------------------ | --------------------------------------------------------- |
| Engineered by            | Jiro Takita                                               |
| Recorded & Mixed at      | CRESENTE STUDIO                                           |
| Recorded & Mixed at      | FLAMINGO SOUND                                            |
| Recorded & Mixed at      | studio GREENBIRD                                          |
| Recorded & Mixed at      | Zazou Music Shed                                          |
| Mastering Engineered by  | Yoichi Aikawa(相川洋一)（Rolling Sound）                  |
| Sound Produced by        | Mikiya Katakura                                           |
| Music Coodination        | Emari Mamiya(間宮えまり)（Genuine）                       |
| Art Direction & Design   | Maiko Yoshino(吉野磨衣子)                                 |
| Photography              | Hironobu Onodera(小野寺廣信)                              |
| Hair & Make-up           | Chika Sawada(澤田知佳)                                    |
| Stylist                  | Allica                                                    |
| Artist Management        | Boris Vian Inc.                                           |
| A&R                      | Tomoko Okada(岡田知子)（Tokuma Japan Communications）     |
| Sales Promotion          | Hideo Tanaka(田中英雄)（Tokuma Japan Communications）     |
| Special Thanks to        | Makoto Sugimoto(杉本真)、Naho Ohyama（Backstage Project） |
| Special Thanks to        | Yoshimoto Ishikawa(石川吉元) / Cherry                     |

## ライブツアー

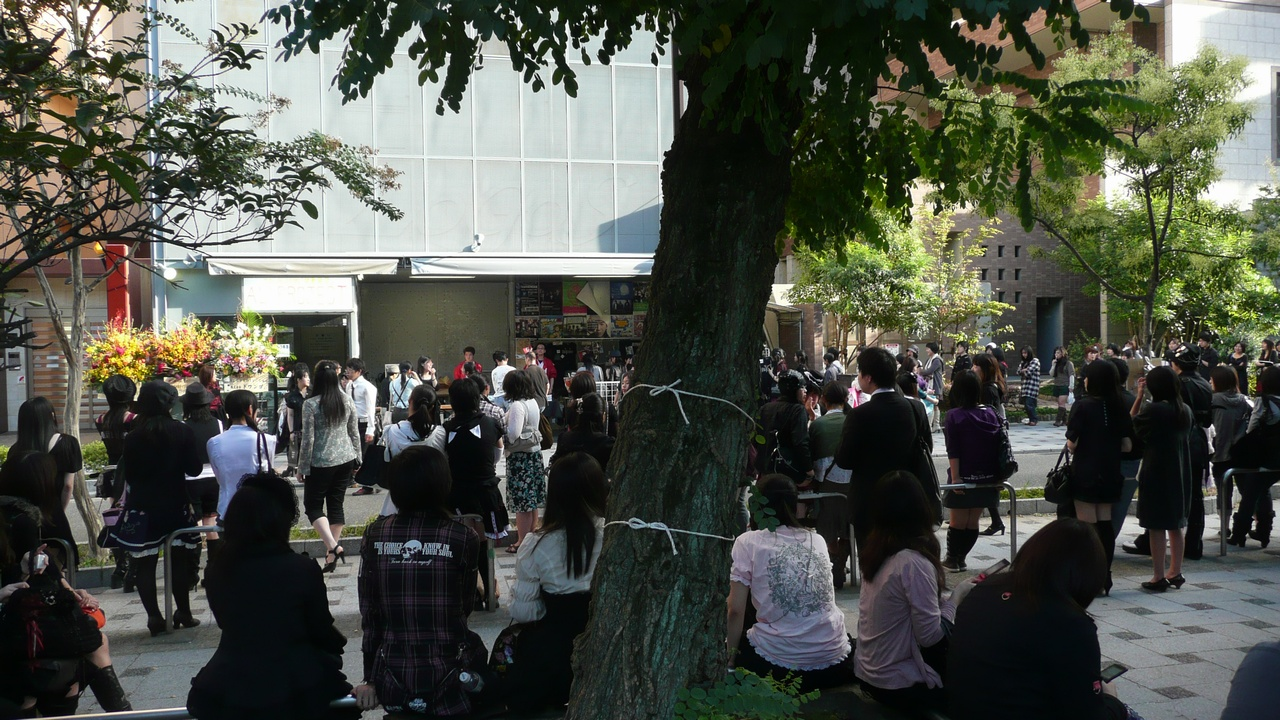
福岡会場で開場を待つファン

ALI PROJECTの2008年のツアー『禁書発禁』は、2008年9月下旬から10月上旬にかけて日本国内の4か所で開催された。パンフレットには「禁書」の解説が掲載されており、演奏曲も「禁書」収録曲が中心となった。
リストは日時、地名、会場の順。
- 2008年9月24日 - 名古屋・ダイアモンドホール
- 2008年9月25日 - 大阪・なんばHatch
- 2008年9月27日 - 福岡・DRUM LOGOS
- 2008年10月3日 - 東京・NHKホール

NHKホールの模様はライブDVD『禁書発禁 Live@NHKホール 2008.10.3』（『わが﨟たし悪の華』『鬼帝の剣』のみベストアルバム『桂冠詩人 SINGLE COLLECTION PLUS』の初回限定盤）に収録された。